# Туксбада II
Туксбада (Ток-Испада) II (д/н — 738/739) — правитель бухарского государства в 724-738/739 соответственно. В арабских источниках известен как Тогшада (Тагшада).

## Жизнеописание
Старший сын бухархудата Туксбады I. Наследовал власть в 724 году. Направил усилия на восстановление независимости от арабов. В 726 году отправил посольство во главе с братом Арсланом к танскому императору Сюань-цзуну, где подтвердил превосходство последнего. Однако Туксбада II ожидал получить военную помощь. В 728 году поддержал тюргешского кагана Сулук-чора, освободившего Бухару от арабского гнёта.
В 733 году отступление тюргешей повлекло за собой новое покорение Туксбады II Халифатом. Поэтому, вероятно, он в 737 году не присоединился к новой кампании Сулук-чора. При этом уже не сопротивлялся исламизации. Умер в 738 или 739 году. Ему наследовал брат Арслан, который к тому времени принял ислам под именем Кутайба.